# 金山五味子
金山五味子（学名：Schisandra glaucescens），为五味子科五味子属下的一个植物种。